# Août 1841

## Événements
- 16 août, France : inauguration de la statue de Napoléon Ier à Boulogne-sur-Mer (voir colonne de la Grande Armée). Jugé tendancieux politiquement, le texte préparé par Victor Hugo ne sera pas prononcé.
- 22 août, France : la Compagnie du chemin de fer de Strasbourg à Bâle ouvre une gare de Strasbourg provisoire située  à Koenigshoffen, à l'extérieur des fortifications de Strasbourg.
- 30 août : chute du ministère libéral Melbourne. Début du ministère whig de Sir Robert Peel, Premier ministre du Royaume-Uni (fin en 1846). Le conservateur Robert Peel, chef d’un parti favorable au protectionnisme, commence néanmoins une politique de réduction des taxes à l’importation. Il doit faire face au mouvement chartiste qui se restructure en fondant la National Charter Association.

## Naissances
- 2 août : Ingersoll Lockwood (mort en 1918), avocat et écrivain américain.
- 7 août : Andrew Ainslie Common (mort en 1903), astronome britannique.
- 25 août :
  - Emil Theodor Kocher (mort en 1917), chirurgien suisse.
  - Leo Pochhammer (mort en 1920), mathématicien prussien, puis allemand.
- 28 août : Louis Le Prince, ingénieur, chimiste et inventeur français du premier film.